# Ургуда (село)
Ургуда — деревня в Тукаевском районе Татарстана. Входит в состав Семекеевского сельского поселения.

## География
Находится в северо-восточной части Татарстана на расстоянии приблизительно 17 км на юго-восток по прямой от районного центра города Набережные Челны у речки Ургуда.

## История
Известна с 1747 года. До 1860-х годов часть населения учитывалась как тептяри и башкиры. В начале XX века упоминалось о наличии мечети и мектеба.
В «Списке населенных мест по сведениям 1870 года», изданном в 1877 году, населённый пункт упомянут как деревня Ургуды 2-го стана Мензелинского уезда Уфимской губернии. Располагалась при речке Ургуде, по правую сторону коммерческого тракта из Бирска в Мамадыш, в 34 верстах от уездного города Мензелинска и в 40 верстах от становой квартиры в селе Александровское (Кармалы). В деревне, в 65 дворах жили 455 человек (214 мужчин и 241 женщина, татары), были мечеть, училище. Жители занимались земледелием, скотоводством.
По сведениям переписи 1897 года, в деревне Ургуда Мензелинского уезда Уфимской губернии жили 602 человека (299 мужчин и 303 женщины), все мусульмане.

## Население
Постоянных жителей было: в 1795 — 66 чел.; в 1816 — 87 душ мужского пола, в 1834—169, в 1859—305, в 1870—455, в 1897—602, в 1906—891, в 1920—710, в 1926—451, в 1938—344, в 1949—235, в 1958—176, в 1970—195, в 1979—132, в 1989 — 64, 78 в 2002 году (татары 96 %), 65 в 2010.